# Zorg en Hoop Airport
Zorg en Hoop Airport (IATA: ORG, ICAO: SMZO) is een vliegveld midden in Paramaribo, gelegen tussen de gelijknamige wijk en Flora. Het vliegveld is geschikt voor charters en lijndiensten met kleinere vliegtuigen en voor helikoptervluchten. Vanaf het vliegveld wordt de verbinding onderhouden met verschillende kleinere vliegvelden in het binnenland, in de regel niet groter dan een kleine landingsbaan en vaak aangelegd in de jaren 60 met onder andere de Operation Grasshopper.
Tot de opening van EAG Airport in Paramaribo was de enige internationale lijndienst op Zorg en Hoop Airport de verbinding met de Guyaanse hoofdstad Georgetown, uitgevoerd door Gum Air en Trans Guyana Airways. Sinds 20 maart 2025, toen EAG Airport operationeel werd, wordt deze verbinding via die luchthaven afgehandeld.

## Geschiedenis

##### Oprichting en Beginjaren
Op 19 april 1952 kregen Ronald Kappel en Herman van Eyck een vergunning om op commerciële basis vrachtvluchten uit te voeren. Het vervoer van passagiers tegen betaling was destijds nog niet toegestaan. Hun eerste toestel, een Piper Pa-18 Cub met registratie PZ-NAC, was het eerste vliegtuig dat officieel in het Surinaamse luchtvaartregister werd opegenomen. Aanvankelijk was Zanderij de thuisbasis van het toestel, dat door Kappel "Colibri" werd genoemd.
Voor de uitbreiding van het bedrijf en de luchtvloot was een thuishaven nodig. Hiervoor werd een terrein geselecteerd in de wijk Zorg en Hoop, ten westen van het stadscentrum Paramaribo. Kappel kocht het terrein en met steun van het gouvernement werd een startbaan aangelegd. Daarnaast legde het bedrijf op eigen kosten diverse airstrips in het binnenland aan. Andere airstrips werden door particulieren gerealiseerd omdat de koloniale overheid niet aan wilde meewerken.
In augustus 1952 bestelde Kappel een tweede toestel, een Stinson Reliant (registratie: PZ-TAA). Op 21 oktober 1952 werd met dit toestel de nieuwe startbaan op vliegveld Zorg en Hoop officieel in gebruik genomen, waarbij een rondvlucht boven Paramaribo werd uitgevoerd met enkele vooraanstaande Surinamers.Dit was het startsein voor het verder uitbouwen van het vliegveld en luchtvaartbedrijvigheid in Suriname. 

##### Oprichting van de SLM en binnenlandse vluchten
Hierna werd op 1 januari 1955 de Surinaamse Luchtvaart Maatschappij (SLM) opgericht, die reeds op 27 december 1954 met een Cessna 170B de eerste proefvlucht maakte naar Moengo vanaf vliegveld Zorg en Hoop. Dit gebeurde nog in stilte. De eerste officiële vlucht vond, onder grote belangstelling, plaats op 6 januari 1955 vanaf Zorg en Hoop naar bestemming Moengo. Het streven was tegen eind maart 1955 naar alle districten lijndiensten operationeel te hebben. Aangezien de Surinaamse bevolking veel belangstelling had voor de net opgerichte luchtvaartmaatschappij werden er op 16 januari 1955 rondvluchten vanaf vliegveld Zorg en Hoop boven Paramaribo georganiseerd. 

##### Operation Grasshopper
In het late najaar van 1958 werd Operation Grasshopper, oftewel Operatie Sprinkhaan gestart. Een gigantische onderneming om de geologie en bodemschatten van het gehele grondgebied van Suriname te gaan inventariseren. Vanuit Zorg en Hoop moesten hiervoor zeven kleine uitvalbases, nieuw aan te leggen airstrips, diep in het binnenland worden aangelegd. De SLM kreeg de opdracht voor al het vervoer door de lucht en charterde hiervoor speciale toestellen, als twee driemotorige Northrop YC-125 Raiders en een Chase YC-122. 

##### Militaire aanwezigheid en gebruik tijdens de Binnenlandse Oorlog
Vanaf dit vliegveld vertrokken in de jaren 80, ten tijde van de Binnenlandse Oorlog, toestellen van het Nationaal Leger, die dood en verderf zaaiden in Brunswijk-gezinde dorpen en nederzettingen. De luchtmacht van het Nationaal Leger heeft op vliegveld Zorg en Hoop de luchtmachtbasis gevestigd met enkele grote hangars. Hiervandaan wordt het beperkt beschikbare operationele vliegmateriaal, 3 in India aangeschafte HAL Chetak helicopters, thans ingezet voor transport, training, lichte observatie, grensbewaking en "search & rescue" missies.

##### Verdere ontwikkeling
Tot 2005 verzorgde de SLM binnenlandse vliegdiensten vanaf het vliegveld Zorg en Hoop met diverse vliegtuig types als de Cessna 170B, Piper Apache, Douglas DC-3, Beech G-18 en Cessna 206. Maar geen enkel toestel sprak zoveel tot de verbeelding als de De Havilland Canada (tegenwoordig Bombardier) DHC-6 Twin Otters, die meer dan 35 jaar de werkpaarden van de SLM waren in de binnenlandse operatie. Dit toestel had als voordeel dat het een zogenaamde Short Take Off and Landing (STOL) capaciteit heeft en 19 passagiers kan vervoeren. Thans zijn deze toestellen nog immer een vertrouwd beeld op Zorg en Hoop, maar dan in dienst van Gum Air en Blue Wing Airlines, die beiden elk met twee vliegen.

##### Ontstaan van andere luchtvaartmaatschappijen

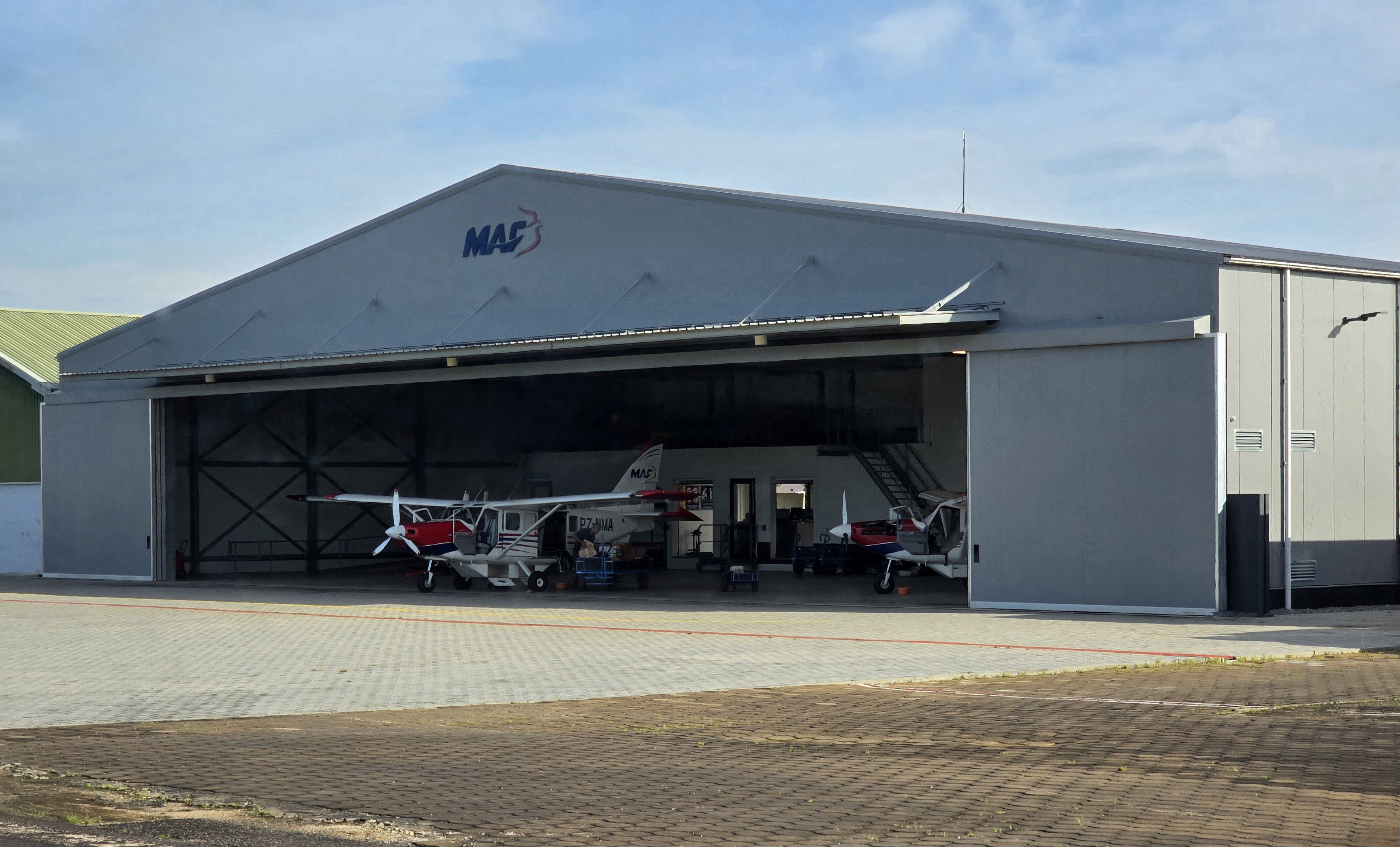
MAF-Suriname hangar op Zorg en Hoop Airport

Zorg en Hoop vliegveld maakte ook de geboorte mee van de Aero Club Suriname en maatschappijen als de Surinaamse Luchtvaart Bespuitingsmaatschappij (SLBM - Surinam Air Spray), Gum Air, Gonini Air Service, Inter Tropical Aviation, Blue Wing Airlines, Hi-Jet Helicopter Services, Kuyake Aviation, Badjas Airlines, Caricom Airways, North East Flying Services, Overeem Air Services, Pegasus Air Services, Stichting Flight Instruction Suriname, United Aviation Services en Vortex Aviation Suriname. Vliegveld Zorg en Hoop is ook de thuisbasis van de Surinaamse Zendings Vliegdienst Mission Aviation Fellowship (MAF). Ook de Zweefvliegclub Akka 95, die voornamelijk vanaf Zanderij (J.A. Pengel International Airport) en Peperhol (Henri Alwies Airstrip, Saramacca) vliegt, heeft haar materiaal opgeslagen in een hangar op vliegveld Zorg en Hoop.

## Uitbreiding en renovatie van de landingsbaan
In juli 2010 werd de vernieuwde landingsbaan van Zorg en Hoop Airport in Paramaribo officieel in gebruik genomen, na een uitgebreide renovatie en verlenging. De baan werd verlengd met 300 meter tot een totale lengte van 750 meter en voorzien van een nieuwe asfaltlaag. Dankzij deze verbetering kon het aantal dagelijkse vluchten toenemen tot ongeveer zeventig, met name gericht op binnenlandse bestemmingen en de omliggende regio.
Het project kostte €1,5 miljoen en werd gefinancierd uit verdragsmiddelen. De uitvoering vond plaats onder coördinatie van de ministeries van Planning en Ontwikkelingssamenwerking, Transport, Communicatie en Toerisme (TCT), en Openbare Werken.De werkzaamheden werden uitgevoerd door Baitali NV.

## Opening van internationale terminal (2014)
In december 2014 werd op Zorg en Hoop Airport een nieuwe internationale terminal operationeel gemaakt voor het verwerken van buitenlandse regionale vluchten. Voorheen vonden deze operaties uitsluitend plaats via de terminal van Gum Air, aangezien alleen die voldeed aan de geldende internationale normen. De nieuwe terminal is opgezet om te voldoen aan eisen op het gebied van nationale veiligheid en om het internationale passagiers- en goederenverkeer beter te kunnen controleren.
Het project werd gecoördineerd door het Bureau Nationale Veiligheid (BNV), dat sinds 2012 ook actief toezicht houdt op binnenlandse vluchten. De nieuwe aankomst- en vertrekhal is ondergebracht in de voormalige SLM-terminal, die eerder verhuurd was aan Blue Wing Airlines. Deze terminal werd met toestemming van Surinam Airways (SLM) aan de overheid overgedragen en vervolgens volledig gerenoveerd, met ondersteuning van betrokken luchtvaartmaatschappijen.
De nieuwe terminal, die voldoet aan internationale standaarden en is goedgekeurd door luchtvaartautoriteit Casas, huisvest permanente overheidsdiensten zoals Douane, Immigratie en Vreemdelingenpolitie. Dit moet zorgen voor strengere controle op grensverkeer en het tegengaan van illegale activiteiten. Volgens het Bureau Nationale Veiligheid worden regelmatig illegale reizigers en smokkelwaar zoals kwik, munitie en drugs onderschept. De eerste internationale vlucht vertrok op 19 december 2014, met bestaande verbindingen naar Georgetown (Guyana). Binnenlandse vluchten blijven opereren vanuit aparte terminals.

### Overdracht luchthavenbeveiliging aan JAP Airport (2015)
In augustus 2015 werd de beveiliging van Zorg en Hoop Airport officieel overgedragen aan het security-team van de Johan Adolf Pengel (JAP) Luchthaven te Zanderij. De overdracht vond plaats onder coördinatie van de NV Luchthavenbeheer en het Bureau Nationale Veiligheid (BNV) van het Kabinet van de President.  De overgang werd gezien als een belangrijke stap in het verbeteren van de veiligheidsstandaarden op Zorg en Hoop.

## Beveiliging en brandveiligheid
In oktober 2019 vertrok een vliegtuig van het type Piper PA-31 Navajo vanaf Zorg en Hoop Airport, waarna het kort na vertrek van de radar verdween. Het toestel werd later uitgebrand teruggevonden op een illegale landingsbaan in Guatemala, vermoedelijk gebruikt voor drugstransport. De vlucht was niet vooraf geregistreerd en werd pas achteraf aangemeld. Het incident wees op ernstige tekortkomingen in toezicht en administratieve controle op de luchthaven. Als direct gevolg werd het hoofd van de Luchtvaartdienst, Faizel Baarn, uit zijn functie ontheven.
In november 2021 volgde een tweede incident toen een poging werd gedaan om een Cessna 210 te stelen van het luchthaventerrein. De poging mislukte, maar uit rapporten bleek dat er op het moment van het incident geen beveiligingspersoneel aanwezig was en dat toegangspoorten niet functioneerden. Het voorval bevestigde aanhoudende zorgen over de fysieke beveiliging van Zorg en Hoop Airport, ondanks eerdere pogingen tot verbetering sinds 2015.
In januari 2020 luidde het brandweerpersoneel opnieuw de noodklok over het gebrek aan basisvoorzieningen op Zorg en Hoop Airport. De luchthaven beschikte toen al zeker drie jaar niet over een blusvoertuig, adequate beschermingsmiddelen of training. Vluchten vonden plaats zonder brandweerbijstand en zonder controle op gevaarlijke lading, waaronder gasflessen en chemicaliën voor goudwinning. Vergelijkbare klachten dateren uit 2007, 2012 en 2019, waarbij het personeel herhaaldelijk actie voerde zonder structureel resultaat.
Daarnaast bestaat al jaren zorg over het ontploffingsgevaar door de opslag van vliegtuigbrandstof in woongebieden grenzend aan het vliegveld. In 2012 werd een extra opslagtank gebouwd en in 2020 verrezen appartementen naast drie tanks met een gezamenlijke capaciteit van 300.000 liter. Ondanks herhaalde waarschuwingen van brandweer en omwonenden is verplaatsing van de luchthaven wegens kostenoverwegingen nooit serieus overwogen.
In mei 2022 werd na zeven jaar eindelijk weer een brandblusvoertuig aangeschaft door het Ministerie van Transport, Communicatie en Toerisme. In december 2024 meldde een lokaal dagblad dat de luchthaven opnieuw al geruime tijd niet voldeed aan de minimale brandveiligheidsvereisten.